# Aylesham
Aylesham is een civil parish in het bestuurlijke gebied Dover, in het Engelse graafschap Kent met 3.999 inwoners.